# 罗蒙诺索夫半岛
罗蒙诺索夫半岛（俄语：Полуостров Ломоносова）是滨海边疆区哈桑区的半岛，滨临阿穆尔湾，隔开佩列沃兹纳亚湾和纳尔瓦湾，最高点海拔85米。地形以丘陵和沼泽为主，南岸陡峭，北岸平缓多沼泽。它以俄国学者米哈伊尔·瓦西里耶维奇·罗蒙诺索夫命名。